# Lakshmanjoo
Lakshmanjoo ou Lakshman Joo ou encore Lakshman Jī (de son vrai nom Rajanaka Lakshmana ; (Srinagar (Inde), 9 mai 1907 – Srinagar, 27 septembre 1991) est un érudit et swāmi hindou, un des derniers maîtres (āchārya) du shivaïsme du Cachemire, ainsi qu'un maître de yoga de cette tradition.   
En 1965, il a été nommé docteur honoris causa de la Varanaseya Sanskrit University (aujourd'hui Université Sampurnanand de Sanskrit) pour sa contribution au études en sanskrit et au tantra.  

## Biographie
Rajanaka Lakshmana est né à Srinagar, au Cachemire. Son père, Sri Narayandas Raina, et sa mère, Shrimati Aranyamali, sont tous deux dévots et disciples d'un swami du nom de Ram Joo. Le père est un constructeur de bateaux bien connu et prospère.
Dès l'enfance, Lakshmanjoo révèle une nature spirituelle très vive. À trois ans déjà, il modèle une statue en argile de Shiva afin de l'adorer; il passe aussi de longues heures en méditation. Déconcertés, ses parents le confient à Ram Joo afin qu'il assure son éducation spirituelle.

### Adolescence
Lakshman étudie sous sa houlette, puis, après le décès de Ram Joo, sous celle d'un autre maître, Mahtab Kak. Mais à l'adolescence, il doit reprendre le commerce de son père, tombé malade. Mais il continue à pratiquer le yoga, auprès de son maître. Il se lance aussi dans l'étude des traités de Shiva (Shiva Shastra). Il s'oppose également à ses parents: à treize ans, il refuse le mariage arrangé qu'on lui propose; et à vingt ans, alors qu'il connaît sa première expérience d'éveil spirituel, il décide de se retirer du commerce familial, et de partir vivre dans un ashram, au Cachemire, afin de se consacrer à sa pratique (sadhana).

### Reconnaissance progressive
Après de longues recherches, ses parents retrouvent sa trace, et il accepte de les suivre à condition que son père finance la construction d'un ashram où il se retirera, dans la région de Srinagar. Sept ans durant, il poursuit l'étude des traités shivaïtes, et bientôt, il attire du monde à son ashram, surtout après que Sharika Devi, fille d'un notable de la région, atteint l'éveil sous sa direction.  
Dans les années 1930, il parcoure l'Inde, et c'est l'occasion de faire la connaissance de Gandhi à Sevagram, Sri Aurobindo à Pondichéry ainsi que Ramana Maharshi à Tiruvannamalai. En 1957, il fonde un ashram dans le village d'Ishaber, et son enseignement attire un large public. Il enseigne les tantras du shivaïsme, ainsi que d'autres textes de cette tradition à un public de disciples et d'érudits, venus d'Inde et d'Europe. Parmi eux, la sanskritiste Lilian Silburn, qui deviendra une des grandes spécialistes du shivaïsme du Cachemire. Elle séjourne à plusieurs reprises près de l'ashram entre 1950 et 1960 pour travailler auprès de Lakshmanjoo. Cependant, si elle trouve en lui un érudit et fin connaisseur de l'école du Cachemire, elle avoue qu'il n'a pas été pour elle le maître spirituel que celle qui fut aussi une grande mystique était venue chercher en Inde.

### Développements ultérieurs
Lakshmanjoo est le dernier d'une lignée ininterrompue de maîtres de la « tradition orale », et il consacrera le reste de sa vie à l'enseignement du shivaïsme du Cachemire. Il crée aussi l'Ishwara Ashram Trust et, en 1982, l'Universal Shaivite Trust, qui a servi de base à l'Universal Shaivite Fellowship (avec une filiale aujourd'hui du nom de Lakshmanjoo Academy).
En 1965, il est nommé docteur honoris causa de la Varanaseya Sanskrit University (aujourd'hui université Sampurnanand de Sanskrit) pour sa contribution au études en sanskrit et au tantra.

### Fin de vie
En 1991, il se rend aux États-Unis (seul voyage qu'il ait fait dans ce pays), et il meurt quelques mois plus tard, le 27 septembre de cette même année.

## Œuvre et influence
Lakshmanjoo a acquis une connaissance approfondie de la tradition shivaïte du Cachemire, connaissance non seulement intellectuelle mais profondément spirituelle, ce qui fait de lui un sage réalisé (jnani). La tradition du shivaïsme du Cachemire s'est construite à travers le temps essentiellement par voie orale, dans une transmission directe de maître à disciple. Un certain nombre de textes ont été rédigés à partir du VIIIe siècle, mais souvent ces ouvrages sont délibérément obscurs pour éviter les contestations et les mauvais usages, si bien que les adeptes ne pouvaient se passer d'un maître vivant, imprégné de la tradition orale, pour leur servir de guide. 
Lakshmanjoo a justement cherché à contourner ces traditions orales, et pour cela il a publié plusieurs ouvrages en sanskrit, en hindi et en anglais. Le doctorat honoris causa qu'il a reçu de la Varanaseya Sanskrit University (aujourd'hui Université Sampurnanand de Sanskrit est précisément une reconnaissance de ces contributions. Son influence sur l'étude du shivaïsme s'est  en outre étendue à l'Europe et aux États-Unis.
En définitive, il fut un érudit et maître de yoga très respecté de cette tradition du shivaïsme du Cachemire. Il fut donc un saint et un érudit du shivaïsme du Cachemire, pour reprendre une partie du titre d'un ouvrage collectif qui lui est consacré.

#### Ouvrages
- Swāmi Lakshman Jī (trad. de l'anglais par Jacques Gontier), Shivaïsme du Cachemire. Le secret suprême [« Kashmir Shaivism. The Secret Supreme »], Paris, Les Deux Océans, 1989, 142 p. (ISBN 978-2-866-81030-6)
- (en) Vijnana Bhairava, The Practice of Centering Awareness. Commentary by Swami Laksman Joo, Varanasi, Indica Books,, 2002, 207 p. (ISBN 978-8-186-56935-1)
- (en) John Hughes (Ed.), Self-Realization in Kashmir Shaivism: The Oral Teachings of Swami Lakshmanjoo, Albany, State University of New York Press, 1994, 173 p. (ISBN 978-0-791-42179-6)
- (en) John Hughes (Ed.), Shiva Sutras: The Supreme Awakening, Revealed by Swami Lakshmanjoo, Albany (NY), Universal Shaiva Fellowship,, 2002, 322 p. (ISBN 978-1-434-31405-5)

#### Études
- (en) Bettina Bäumer et Sarla Kumar (Eds.), Saṁvidullāsaḥ, Manifestation of Divine Consciousness. Swami Lakshman Joo, Saint Scholar of Kashmir Saivism: A Centenary Tribute, New Delhi, D.K. Printworld, 2011 (2nd revised ed.) (1re éd. 2007), 258 p. (ISBN 978-8-124-60414-4, lire en ligne)
- Jacqueline Chambron, Lilian Silburn. Une vie mystique, Paris, Almora, coll. « Almora Essai », 2015, 330 p. (ISBN 978-2-351-18271-0)
- (en) Denis Matringe, « The Self, the guru and the Absolute: the bhakti of the French 20th Century Indologist Lilian Silburn », Paper presented at the international conference “Bhakti and the Self”, Max Weber Center for Advanced, Cultural and Social Studies, Erfurt University, 2016,‎ 2021 (revised edition), p. 12 p. (lire en ligne [archive])